# Eastbridge Group
EastBridge Group est une société qui a commencé ses activités en Europe de l’est et en Europe centrale au début des années 1990. Depuis, le groupe a investi dans plus de 50 sociétés et entreprises commerciales .
Aujourd’hui, Eastbridge est une société privée ayant plus de 40 filiales actives en Europe  et aux États-Unis et employant plus de 10 000 personnes. Eastbridge  est une entreprise spécialisée dans l'immobilier, d'une part, et les loisirs, les médias, la mode et les entreprises de l'enseignement privé, d'autre part 

## Gouvernance
- Ronny Bruckner : fondateur, président du conseil de surveillance depuis 2003 et actionnaire majoritaire